# Ceratomyxa artedielli
Ceratomyxa artedielli is een microscopische parasiet uit de familie Ceratomyxidae. Ceratomyxa artedielli werd in 1955 beschreven door Polyanskii. 